# Bogan Hunters
Pour les articles homonymes, voir Bogan (homonymie) et Hunter.
 (novembre 2014).
Le contenu est difficilement compréhensible vu les erreurs de traduction, qui sont peut-être dues à l'utilisation d'un logiciel de traduction automatique.
Bogan Hunters est une série télévisée australienne de type fausse téléréalité, en dix épisodes de 25 minutes diffusée du 13 mai au 15 juillet 2014 sur 7mate et en Nouvelle-Zélande sur TV2 à partir du 14 octobre 2014.
Cette série est inédite dans tous les pays francophones.

## Synopsis
L'émission suit les aventures de trois « Boganologist » : Pauly Fenech, Shazza et Kev le Kiwi dans leur voyage autour de l'Australie à la recherche du meilleur « bogan », un terme australien utilisé pour décrire un Australien dont la parole, les vêtements, l'attitude et le comportement sont considérés comme non raffinés ou non sophistiqués. Ce terme peut être considéré comme péjoratif.
Cette série met en valeur un intérêt croissant et une fascination pour cette culture australienne,,. Leur quête les mène à tous les États et territoires Australiens, révélant ainsi la diversité de la culture bogan à travers le pays. Après avoir cherché dans les régions les plus importantes, les sept meilleurs bogans sont sélectionnés par un panel de célébrités qui les jugent, afin de participer à la Grande Finale Bogan de Sydney, où des critères tels que l'apparence, l'attitude et le sex-appeal sont évalués. Les gagnants de l'épreuve de 2014 ont gagné un "Prix de la Tong Dorée", un fût de bière signé « Aussie pride "Straya" ute » ou un relooking.
La première série se concentre sur les bogans habitant dans les banlieux dans plus grandes villes australiennes.
La plupart des acteurs et des juges sont déjà apparus dans les séries télévisées Pizza (en), Swift and Shift Couriers (en) et Housos (en).

## Résultats

### Tasmanie
La Tasmanie a été désignée « la capitale australienne du bogan », les Tasmaniens ayant obtenu quatre places en finale,. Cela a incité une réponse de Luc Martin, directeur général de Conseil de l'industrie du tourisme Tasmanie qui a affirmé que les Tasmaniens sont sympathiques, les pieds sur terre et veulent les gens à partager leurs histoires et si cela fait eux Bogans, ainsi soit-il.

### Culture Australienne
Le spectacle, bien que présenté de manière comique, documente l'étendue et les manifestations de la culture bogan en Australie,.

« Il n'y a pas semblant, vous êtes ce que vous êtes, il est une façon très honnête de la vie. On ne cherche pas à être ce que vous n'êtes pas. Un grand nombre de Bogans ont eu des coups durs dans la vie sont toujours souriants. Pour moi, qui puise dans la meilleure partie de caractère australien - l'humeur, l'honnêteté, la capacité de rire de nous-mêmes. »

— Paul Fenech, News Limited.

## Production
Le spectacle peut être en partie basé sur le processus d'audition de la recherche de membres de la distribution de Housos en 2008.
Interrogé sur la production de la série et si les participants étaient enthousiastes à propos du projet, le producteur Paul Fenech a déclaré:

« Il y a des gens qui ne se considèrent comme Bogans donc je pensais que ce serait un rire parce que beaucoup d'entre eux sont de grands personnages. Il y a un optimisme et une honnêteté et il y a une vraie culture bogan et ils semblent cool avec ça. Parfois, nous conduire à une banlieue, sortir et nous serions afflué par une gamme de différents Bogans. Et puis nous venions de trouver bogan la plus évidente et suivons-les autour. Il y a peut-être 2 par des plaisanteries de cent dans le spectacle ... et le reste est tout réel »

— Paul Fenech,  Sydney Morning Herald  
Dans la prochaine saison de chasseurs Bogan, des célébrités telles que James Packer sont pressenties pour apparaître sur le spectacle.

## Réception
La première de chasseurs Bogan sur 7mate a été le programme de divertissement le plus haut note jamais à l'écran sur le canal et la deuxième note la plus élevée à ce jour montrent,.

## Épisodes
| № | Titre      | Réalisation | Scénario    | Première diffusion | Première diffusion |             |             |             |
| --- | ---------- | ----------- | ----------- | ------------------ | ------------------ | ----------- | ----------- | ----------- |
| № | Titre      | Réalisation | Scénario    | 1                  | Épisode 1          | Paul Fenech | Paul Fenech | 13 mai 2014 |
| Assaisonné Boganologist Pauly Fenech, Bogan traducteur Shazza et leader de la sécurité (et champion potable de bière) Kev le Kiwi commencer leur recherche pour le plus grand bogan de l'Australie en Australie-Occidentale événement Powercruise où ils rencontrent des exemples de la «Encaissé jusqu'à Bogan. Plus tard, ils se dirigent vers le centre-ouest de Tasmanie, où ils découvrent l'expression 'obeasty', un ajout récent du vernaculaire australien. L'épisode comporte également un arrêt à la Ned Kelly musée Glenrowan, VIC. |            |             |             |                    |                    |             |             |             |
| 2 | Épisode 2  | Paul Fenech | Paul Fenech | 20 mai 2014        |                    |             |             |             |
| Les chasseurs Bogan voyagent à travers le sud de Tasmanie, dans le sud Queensland et visiter Bogan icône Bon Scott tombe dans Perth, WA. |            |             |             |                    |                    |             |             |             |
| 3 | Épisode 3  | Paul Fenech | Paul Fenech | 27 mai 2014        |                    |             |             |             |
| Les chasseurs Bogan continuent leur recherche dans Nar Nar Goon, VIC, Stonor, TAS et Darwin, NT et faire un arrêt important à Holden Elizbeth usine. |            |             |             |                    |                    |             |             |             |
| 4 | Épisode 4  | Paul Fenech | Paul Fenech | 3 juin 2014        |                    |             |             |             |
| La quête de l'Bogan chasseurs les prend à Nouvelle-Galles du Sud, Victoria et retour à la Tasmanie. Shazza fait sa première épuisement dans une voiture couverte de flanelle. Voiture et l'équipe enquête sur les rumeurs d'une tête deux Bogan dans la nature sauvage de Tasmanie. |            |             |             |                    |                    |             |             |             |
| 5 | Épisode 5  | Paul Fenech | Paul Fenech | 10 juin 2014       |                    |             |             |             |
| Les chasseurs participent à une Cold Chisel concert hommage, rencontrer le champion lanière de lancement du Territoire du Nord, un lutteur de croc et Kev, qui a peur de crocodiles, fait trempette avec eux. Plus tard Davo le nain rejoint les chasseurs Bogan pour un coup d'œil autour Australie-Méridionale. |            |             |             |                    |                    |             |             |             |
| 6 | Épisode 6  | Paul Fenech | Paul Fenech | 17 juin 2014       |                    |             |             |             |
| La chasse continue. Shazza donne son premier tatouage maison d'une mère de Tasmanie et l'équipe assiste à une partie de la jeunesse Bogan. |            |             |             |                    |                    |             |             |             |
| 7 | Épisode 7  | Paul Fenech | Paul Fenech | 24 juin 2014       |                    |             |             |             |
| Les chasseurs rencontrent un concurrent de l'Australie occidentale fou et parfois nu, un bras mort qui vit dans un véhicule Holden et l'équipage visite One Mile Hôtel à Ipswich, QLD de faire rapport sur un siège officiellement la lutte de la gelée,. |            |             |             |                    |                    |             |             |             |
| 8 | Épisode 8  | Paul Fenech | Paul Fenech | 1 juillet 2014     |                    |             |             |             |
| Les chasseurs Bogan récapituler sur la folie de leur voyage et récapitulatif sur les finalistes trouvés au cours de leur quête. |            |             |             |                    |                    |             |             |             |
| 9 | Épisode 9  | Paul Fenech | Paul Fenech | 8 juillet 2014     |                    |             |             |             |
| Sept des juges de Bogans préféré concourir pour le titre estimé de « plus grand Bogan de Australie » dans un événement finale du Grand tenue à Sydney, NSW. |            |             |             |                    |                    |             |             |             |
| 10 | Épisode 10 | Paul Fenech | Paul Fenech | 15 juillet 2014    |                    |             |             |             |
| Les gagnants du Bogan Grande Finale sont invités à recevoir un gratuit 48 heures faire plus menée par Henry Roth, avec l'étiquette leçons de June Dally-Watkins et le traitement dentaire de Haoey dentaire,. |            |             |             |                    |                    |             |             |             |

## DVD
DVD Durée : 244 minutes.

## Distribution
- Paul Fenech (en) : Pauly
- Elle Dawe (en) : Shazza
- Kevin Taumata (en) : Kev le Kiwi
- Davey Cooper : lui-même
- Jimmy Jackson : Big Wheels
- Alex Romano (en) : lui-même
- Angry Anderson : lui-même
- Jonesy (en) : lui-même
- Amarli Inez : Miss Nude Australie
- Tahir Bilgiç (en) : lui-même
- Mark "Jacko" Jackson : lui-même
- Chris Franklin (en) : lui-même
- Derek Boyer (en) : lui-même
- Rob Shehadie (en) : lui-même
- June Dally-Watkins (en) : elle-même
- Henry Roth : lui-même